# Jihoafrická republika na Zimních olympijských hrách 2018
Jihoafrická republika se účastnila Zimních olympijských her 2018 v Pchjongčchangu v Jižní Koreji od 9. do 25. února 2018. Reprezentoval ji jediný sportovec, sjezdař Connor Wilson.

## Počty účastníků podle sportovních odvětví
Počet sportovců startujících v jednotlivých olympijských sportech:
| Sport           | Muži | Ženy | Celkem |
| --------------- | ---- | ---- | ------ |
| Alpské lyžování | 1    | 0    | 1      |
| Celkem          | 1    | 0    | 1      |

## Výsledky sportovců

### Alpské lyžování
Muži
| Závod       | Sportovci     | 1. kolo    | 2. kolo    | Celkem     | Ztráta     | Pořadí     |
| ----------- | ------------- | ---------- | ---------- | ---------- | ---------- | ---------- |
| Obří slalom | Connor Wilson |            |            | Nedokončil | Nedokončil | Nedokončil |
| Slalom      | Connor Wilson | Nedokončil | Nedokončil | Nedokončil | Nedokončil | Nedokončil |